# Aristebulea nobilis
Aristebulea nobilis is een vlinder uit de familie van de grasmotten (Crambidae), uit de onderfamilie van de Spilomelinae. De wetenschappelijke naam van deze soort is voor het eerst voorgesteld als Pionea nobilis door Frederic Moore in een publicatie uit 1888.
De soort komt voor in India (West-Bengalen).